# 아우토스트라다 A31

아우토스트라다 A31의 "발다스티코"

아우토스트라다 A31(Autostrada A31)은 바디아폴레시네에서 피오베네로체테까지 이어주는 총 연장 88.7km의 거리를 가진 이탈리아의 고속도로이다. 그러나 A31은 아우토스트라다 A4와도 서로 이어주기도 하지만, A4는 비첸차까지 접근 가능하다. 그 외에도 해당 고속도로는 북측 지역까지 연장될 가능성이 있으나, 베세넬로까지 연결되면 아우토스트라다 A22와도 직접 만날 예정에 있다.

## 갤러리

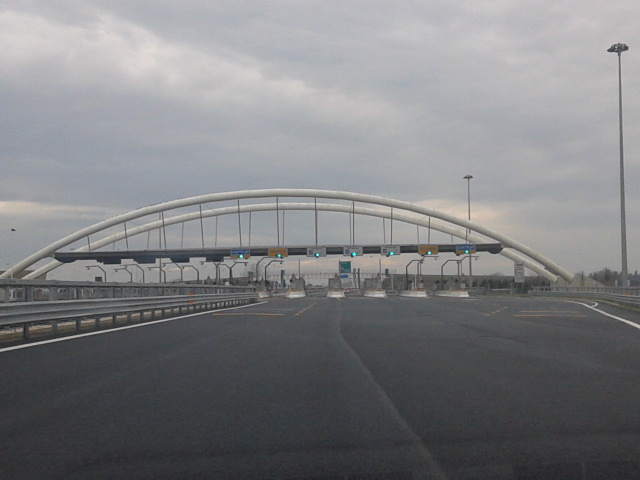
바디아폴레시네 요금소
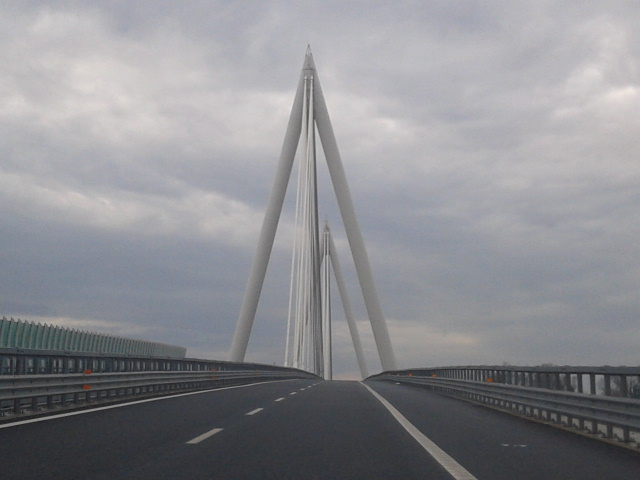
아디제강 위를 올라가는 교량의 모습.
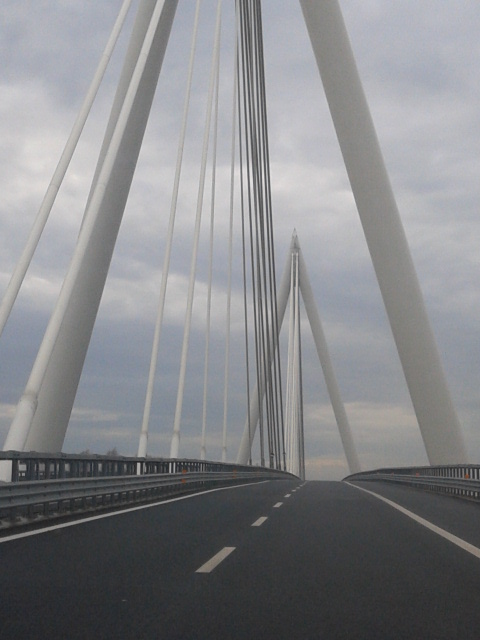
아디제강 위를 올라가는 교량의 모습.
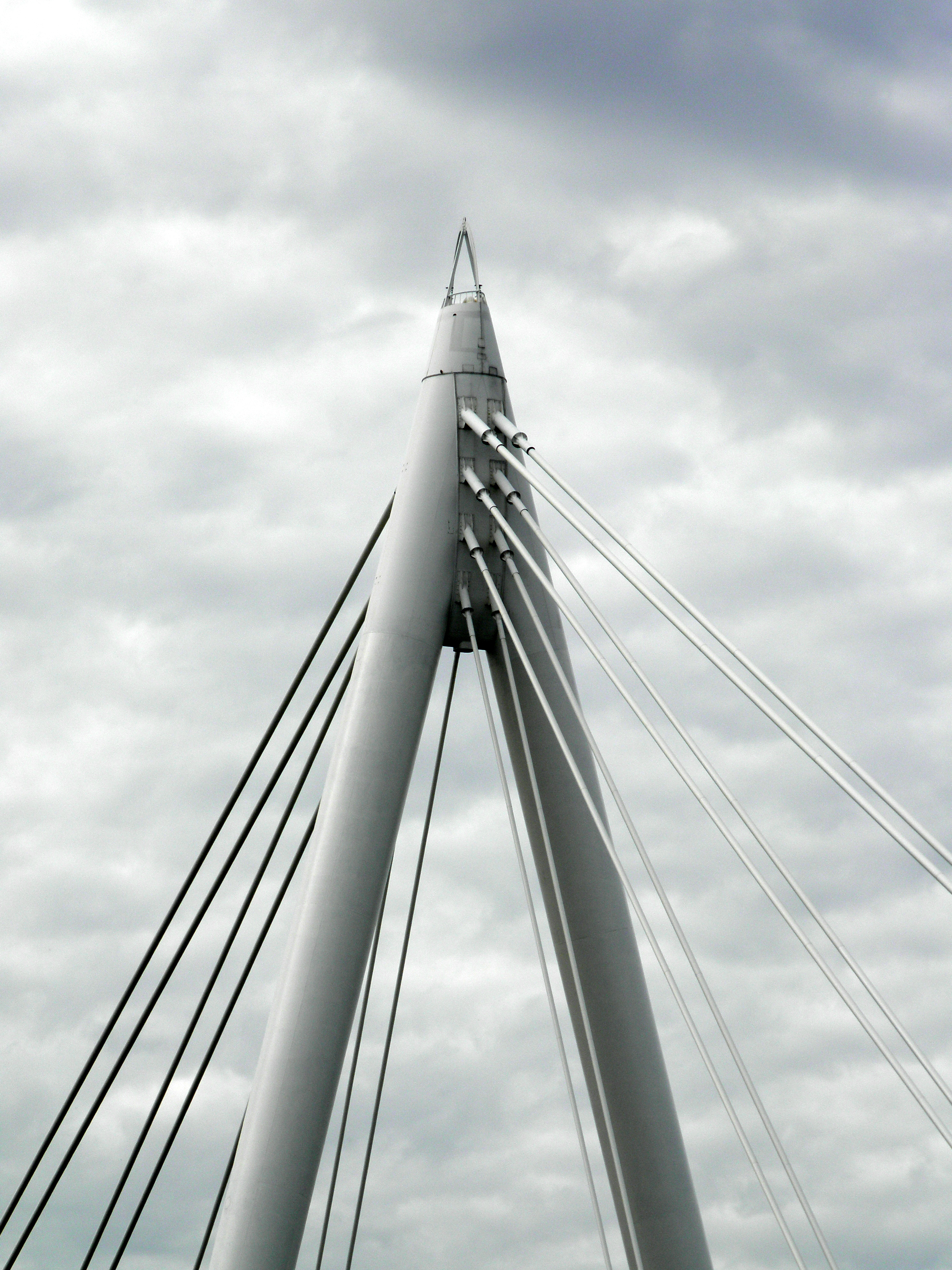
아디제강 위를 올라가는 교량의 모습.
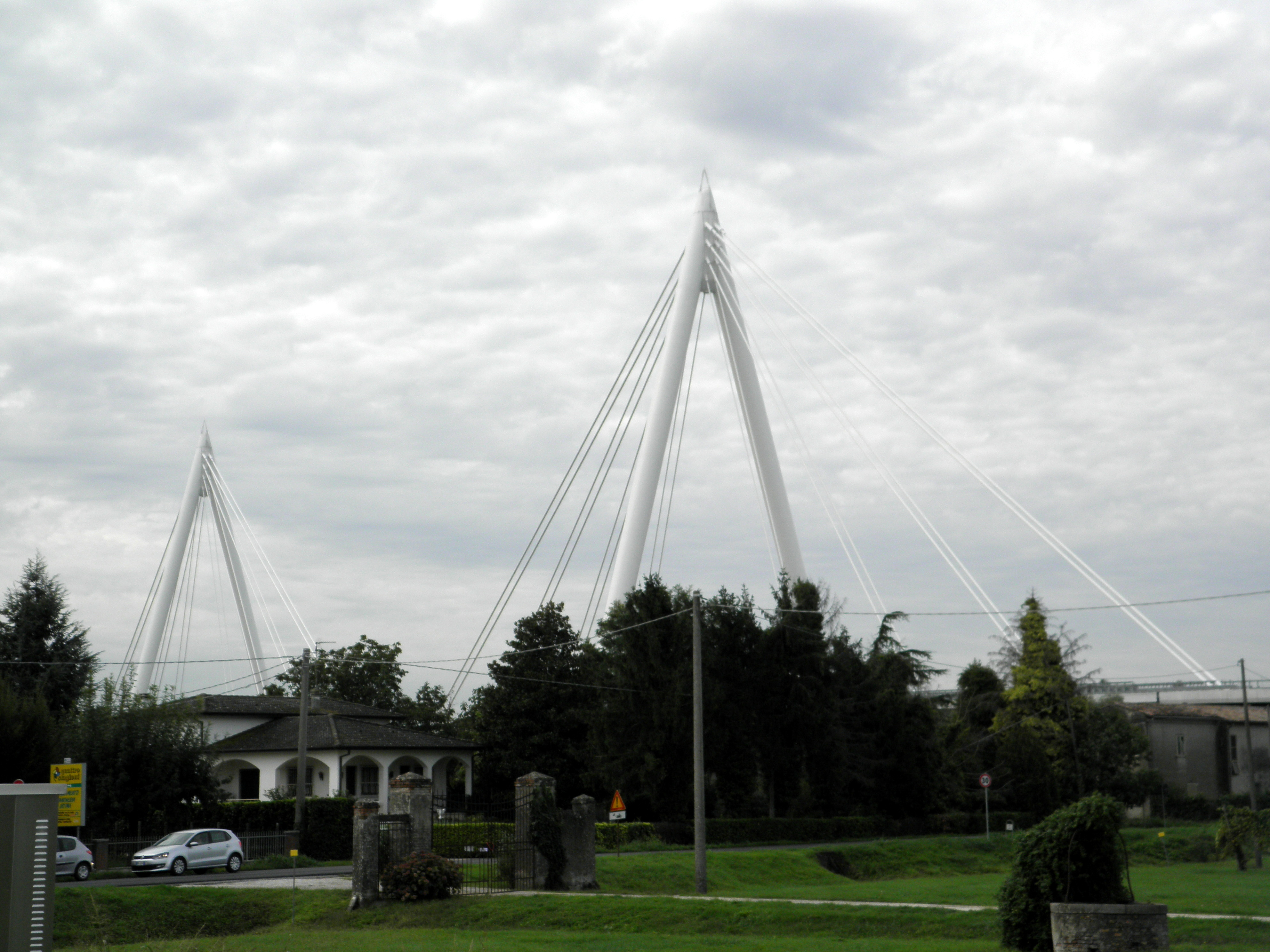
아디제강 위를 올라가는 교량의 모습.
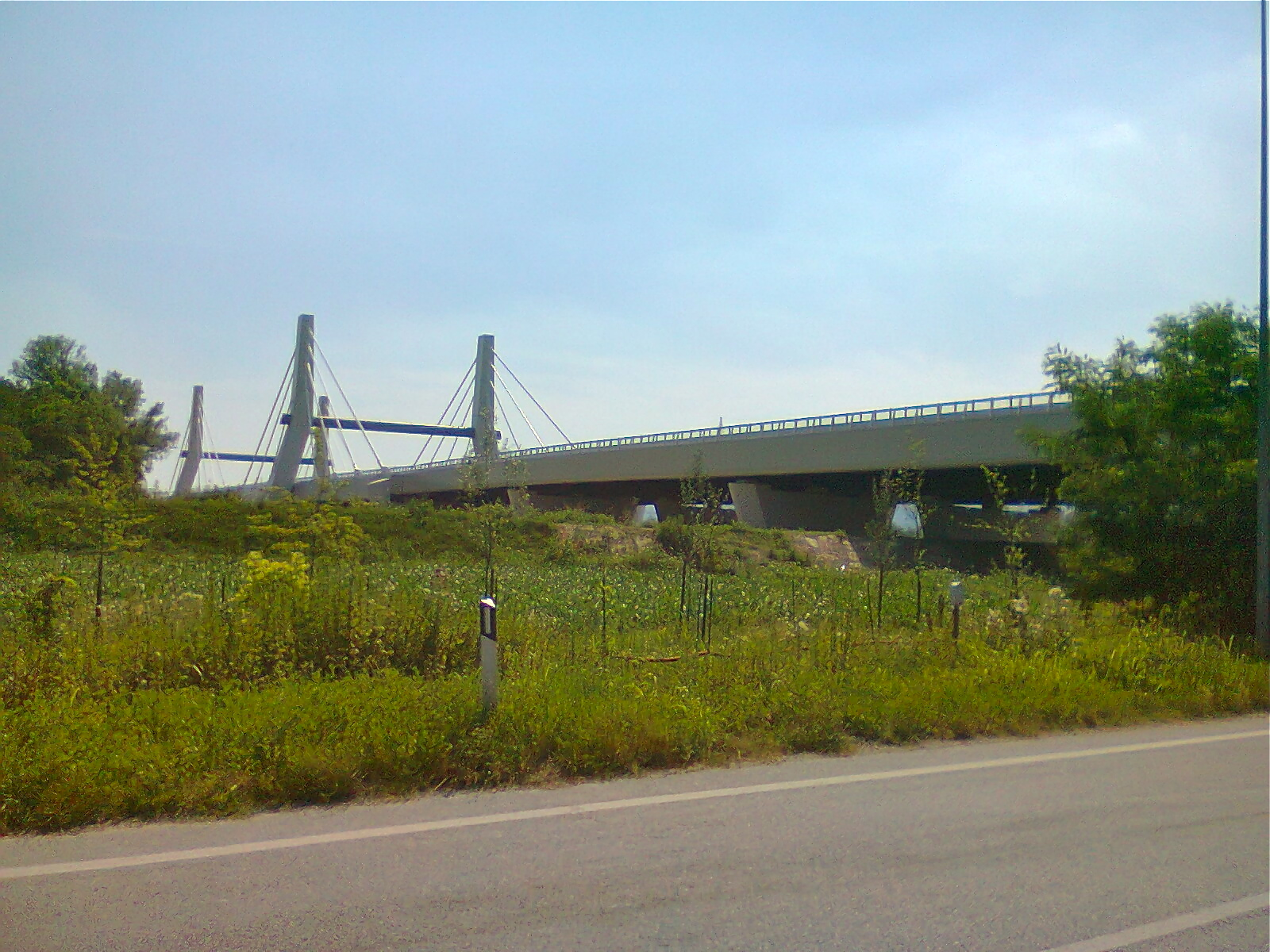
바키리오네강 위를 가로지르는 고가교